# Olympische Sommerspiele 1960/Teilnehmer (Schweden)
| Gelbes Symbol für Goldmedaillen mit stilisierten Olympischen Ringen | Graues Symbol für Silbermedaillen mit stilisierten Olympischen Ringen | Braundes Symbol für Bronzemedaillen mit stilisierten Olympischen Ringen |
| ------------------------------------------------------------------- | --------------------------------------------------------------------- | ----------------------------------------------------------------------- |
| 1                                                                   | 2                                                                     | 3                                                                       |

Schweden nahm an den Olympischen Sommerspielen 1960 in Rom mit einer Delegation von 134 Athleten (115 Männer und 19 Frauen) an 100 Wettkämpfen in 15 Sportarten teil. Fahnenträger bei der Eröffnungsfeier war der Fünfkämpfer William Grut. Erfolgreichster Athlet Schwedens war mit zwei Medaillen der Kajak-Kanute Gert Fredriksson, er gewann Bronze über 1000 Meter sowie, im Zweier mit Sven-Olov Sjödelius, Gold über die gleiche Distanz. Silber gewannen John Ljunggren im Gehen über 50 Kilometer sowie die Freistilschwimmerin Jane Cederqvist über 400 Meter, sie war mit 15 Jahren auch die jüngste Athletin ihres Landes. Darüber hinaus gewannen die Ringer Gustav Freij und Hans Antonsson Bronze.

## Teilnehmer nach Sportarten

### Boxen
Männer
- Karl Bergström
- Lars-Olof Norling

### Fechten
| Männer - Göran Abrahamsson - Carl-Wilhelm Engdahl - Hans Lagerwall - Orvar Lindwall - Ulf Ling-Vannérus - Berndt-Otto Rehbinder | Frauen - Christina Lagerwall |

### Gewichtheben
Männer
- Sven Borrman

### Kanu
| Männer - Ove Emanuelsson - Gert Fredriksson Bronze Kajak-Einer 1000 m Gold Kajak-Zweier 1000 m - Åke Nilsson - Sven-Olov Sjödelius Gold Kajak-Zweier 1000 m - Carl von Gerber | Frauen - Else-Marie Ljungdahl |

### Leichtathletik
| Männer - Birger Asplund - Lennart Back - Lennart Carlsson - Östen Edlund - Sten Erickson - Knut Fredriksson - Hans-Olof Johansson - Lennart Jonsson - Gunnar Tjörnebo - Per Knuts - John Ljunggren Silber 50 km Gehen - Kjell-Åke Nilsson - Evert Nyberg - Alf Petersson - Stig Pettersson - Åke Söderlund - Erik Söderlund - Lage Tedenby - Per-Ove Trollsås - Erik Uddebom - Arnold Vaide - Dan Waern | Frauen - Ingrid Almqvist - Wivianne Bergh - Inga-Britt Lorentzon - Ulla-Britt Wieslander |

### Moderner Fünfkampf
Männer
- Sture Ericson
- Per-Erik Ritzén
- Björn Thofelt

### Radsport
Männer
- Owe Adamson
- Gunnar Göransson
- Osvald Johansson
- Gösta Pettersson

### Reiten
- Olle Barkander
- Gustaf de Geer
- Per Fresk
- Anders Gernandt
- Ragnar Gustafsson
- Hans Johansson
- Sune Lindbäck
- Dag Nätterqvist
- Henri Saint Cyr
- Yngve Viebke

### Ringen
Männer
- Bertil Antonsson
- Hans Antonsson
Bronze  Mittelgewicht Freistil
- Åke Carlsson
- Bengt Frännfors
- Gustav Freij
Bronze  Leichtgewicht griechisch-römisch
- Leif Freij
- Leopold Israelsson
- Rune Jansson
- Bertil Nyström
- Viking Palm
- Ragnar Svensson
- Edvin Vesterby

### Rudern
Männer
- Rune Andersson
- Sture Baatz
- Bengt-Åke Bengtsson
- Åke Berndtsson
- Gösta Eriksson
- Lars-Eric Gustavsson
- Ulf Gustavsson
- Kjell Hansson
- Lennart Hansson
- Per Hedenberg
- Ralph Hurtig
- Owe Lostad

### Schießen
- Rune Andersson
- Carl Beck-Friis
- Stig Berntsson
- Walther Fröstell
- Kurt Johansson
- Anders Kvissberg
- Leif Larsson
- Torsten Ullman
- Jan Wallén

### Schwimmen
| Männer - Bengt-Olov Almstedt - Håkan Bengtsson - Lars-Erik Bengtsson - Per-Olof Ericsson - Sven-Göran Johansson - Per-Ola Lindberg - Tommie Lindström - Bernt Nilsson - Bengt Nordwall | Frauen - Jane Cederqvist Silber 400 m Freistil - Barbro Eriksson - Karin Larsson - Kristina Larsson - Bibbi Segerström - Inger Thorngren |

### Segeln
- Göran Andersson
- Sune Carlsson
- Göran Crafoord
- Sten Elliot
- Per-Olof Karlsson
- Bengt Palmquist
- Bengt Sjösten
- Claes Turitz
- Christian Vinge
- Bengt Waller
- Göran Witting

### Turnen
| Männer - Jean Cronstedt - Leif Koorn - Stig Lindewall - William Thoresson - Kurt Wigartz - Bo Wirhed | Frauen - Lena Adler - Solveig Egman-Andersson - Monica Elfvin - Gerola Lindahl - Ulla Lindström - Ewa Rydell |

### Wasserspringen
| Männer - Johnny Hellström - Göran Lundqvist - Toivo Öhman | Frauen - Birte Christoffersen-Hanson |